# Parrya beketovii
Parrya beketovii là một loài thực vật có hoa trong họ Cải. Loài này được Krasn. mô tả khoa học đầu tiên năm 1887.